# Bunyip
Bunyip là một sinh vật huyền thoại trong thần thoại thổ dân Úc, được cho là ẩn nấp trong các đầm lầy, kênh rạch, đáy sông và các vùng nước.
Từ bunyip xuất phát từ tiếng Wemba-Wemba (hay tiếng Wergaia) của thổ dân Đông Nam Úc. Tuy nhiên, bunyip đã tạo nên một phần niềm tin truyền thống của thổ dân khắp nước Úc, dù tên của nó khác biệt theo từng bộ tộc. Trong quyển sách năm 2001, Robert Holden đã xác định được ít nhất chín dạng của sinh vật tên có bunyip. Nhiều báo cáo về bunyip đã được người châu Âu viết nên vào đầu và giữa thế kỷ 19.

## Mô tả hình dạng
Từ thế kỉ thứ XIX, nhiều tờ báo đã cùng đưa ra nhiều đặc điểm của con quỷ này, đó là mặt giống mặt chó, lông đen và tai giống tai ngựa, chân kiểu chân vịt và răng nanh giống của con hà mã, có sừng hoặc mỏ như mỏ vịt. Một số người mô tả nó là một con sao biển khổng lồ có thể đi lại trên mặt đất. Những mô tả đầu tiên về con quái vật ở Úc này xuất hiện trên một tờ báo vào năm 1845 như sau:
Quỷ Bunyip là sự kết hợp những đặc điểm của một con chim và một con cá sấu châu Mỹ. Đầu của nó giống con đà điểu với cái mỏ dài, ở đầu mỏ nhô ra một cái cơ ngang ở hai bên, cái miệng hình răng cưa như xương của con cá đuối gai độc. Cơ thể và chân nó hơi giống con cá sấu. Chân sau rất dày và khỏe, chân trước dài hơn nhưng vẫn rất khỏe. Ở đầu có móng vuốt dài. Những người da đen nói rằng biện pháp thông thường để giết con mồi là ghì chặt nó cho đến khi chết. Khi ở trong nước, nó bơi như con ếch còn khi đã lên bờ nó đi lại bằng chân sau và cái đầu ngẩng cao, ở trạng thái này nó có thể cào 12 đến 13 bộ Anh.